# Ткач из Сеговии
«Ткач из Сеговии» (исп. El tejedor de Segovia) — историческая драма испанского писателя Хуана Руиса де Аларкона, впервые опубликованная в 1634 в Барселоне в составе сборника пьес этого автора. Считается одним из наиболее значительных произведений Аларкона. Литературовед Н. Балашов причисляет «Ткача из Сеговии» к «одной из самых ярких, наряду с „Фуэнте Овехуной“ Лопе и „Саламейским алькальдом“ Кальдерона, народно-революционных драм Золотого века, показывающей связь истинного патриотизма с народно-освободительной борьбой».
Действие пьесы происходит в Кастилии в XI веке. Главный герой, Фернандо Рамирес, из-за клеветы теряет отца и вынужден скрываться под чужим именем. Позже он становится предводителем разбойников, помогает своему королю в борьбе с маврами, убивает клеветника и получает доказательства невиновности отца, благодаря чему очищает своё имя.